# ConIFA Europees kampioenschap voetbal 2017

Noord-Cyprus.

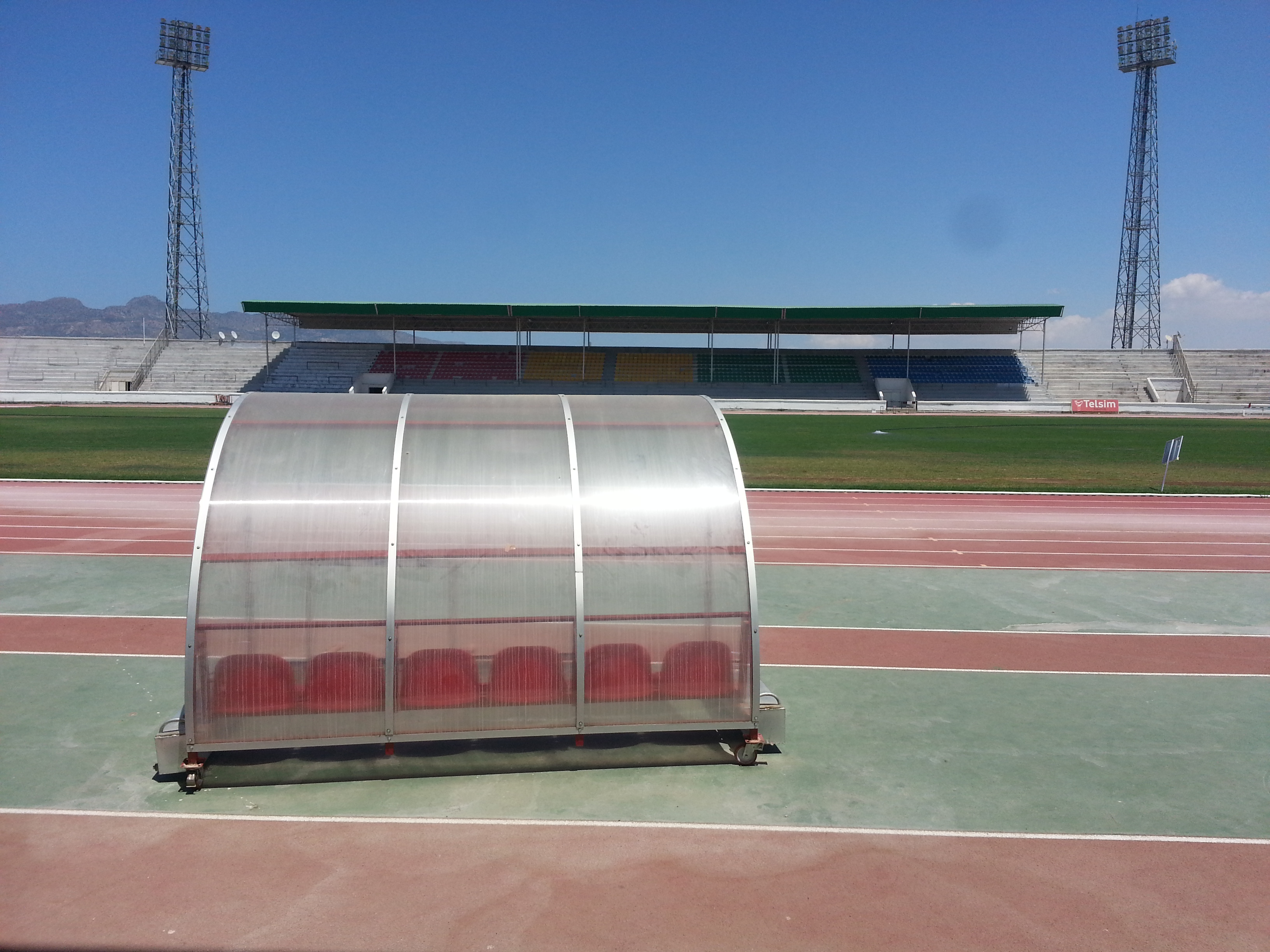
Atatürkstadion van Nicosia.

Het ConIFA Europees kampioenschap voetbal 2017 vond plaats van 4 tot 11 juni in Noord-Cyprus. Dit was de tweede editie van dit kampioenschap voor landenteams die geen lid kunnen worden van de FIFA en/of geen erkend land zijn. De overkoepelende ConIFA (Confederation of Independent Football Associations) organiseerde het toernooi in samenwerking met de voetbalbond van het als gastland optredende Noord-Cyprus.
Padanië prolongeerde hun in 2015 behaalde titel door in de finale te winnen van gastland Noord-Cyprus (1-1, strafschoppen 4-2).

## Deelnemende landen
Abchazië
 Karpato-Roethenië
 Man
 Noord-Cyprus
 Opper-Hongarije
 Padanië
 Szeklerland
 Zuid-Ossetië

## Speelsteden
| Stad                   | Stadion                | Capaciteit |
| ---------------------- | ---------------------- | ---------- |
| Lefkoşa (Nicosia)      | Atatürkstadion         | 28.000     |
| Gazimağusa (Famagusta) | Dr. Fazil Kucukstadion | 7.000      |
| Güzelyurt (Morfou)     | Zaferstadion           | 7.000      |
| Girne (Kyrenia)        | Stadion 20 Temmuz      | 1.500      |

## Eerste ronde

### Groep A
| Team              | Pts | Pld | W | D | L | GF | GA | GD  |
| ----------------- | --- | --- | - | - | - | -- | -- | --- |
| Noord-Cyprus      | 7   | 3   | 2 | 1 | 0 | 9  | 0  | +9  |
| Abchazië          | 5   | 3   | 1 | 2 | 0 | 4  | 3  | +1  |
| Karpato-Roethenië | 4   | 3   | 1 | 1 | 1 | 6  | 4  | +2  |
| Zuid-Ossetië      | 0   | 3   | 0 | 0 | 3 | 2  | 14 | -12 |

|                   |                      |           |                   |                                                       |
| 4 juni 2017 14:00 | Noord-Cyprus         | 1-0       | Karpato-Roethenië | Atatürkstadion, Lefkoşa Scheidsrechter: Dymtro Zhukov |
| 4 juni 2017 14:00 | Mustafa Yasinses 89' | (verslag) |                   | Atatürkstadion, Lefkoşa Scheidsrechter: Dymtro Zhukov |

|                   |                                         |           |                  |                                                     |
| 5 juni 2017 15:00 | Abchazië                                | 2-1       | Zuid-Ossetië     | Stadion 20 Temmuz, Girne Scheidsrechter: Dayi Fehim |
| 5 juni 2017 15:00 | Kortava Dmitry 34' Shoniya Ruslan 90+1' | (verslag) | 61' Alan Kadjaev | Stadion 20 Temmuz, Girne Scheidsrechter: Dayi Fehim |

|                   | |           |              |                                                       |
| 6 juni 2017 14:30 | Noord-Cyprus                                                                                            | 8-0       | Zuid-Ossetië | Stadion 20 Temmuz, Girne Scheidsrechter: Murphy David |
| 6 juni 2017 14:30 | Mustafa Yasinses 13' Ertaç Taskiran 15', 20', 58' Ibrahim Çidamli 57', 68' Halil Turan 62' Ugur Gök 88' | (verslag) |              | Stadion 20 Temmuz, Girne Scheidsrechter: Murphy David |

|                   |                           |           |                                 |                                                        |
| 6 juni 2017 16:00 | Abchazië                  | 2-2       | Karpato-Roethenië               | Atatürkstadion, Lefkoşa Scheidsrechter: Mehmet Sezener |
| 6 juni 2017 16:00 | Anatolii Semenov 20', 50' | (verslag) | 33' Szabo Roland 79' Ohar Roman | Atatürkstadion, Lefkoşa Scheidsrechter: Mehmet Sezener |

|                   |                                                        |           |                    |                                                               |
| 7 juni 2017 15:00 | Karpato-Roethenië                                      | 4-1       | Zuid-Ossetië       | Dr. Fazil Kucukstadion, Gazimağusa Scheidsrechter: Timur Bodi |
| 7 juni 2017 15:00 | Mile Kisztian 20', 45' Baksa Zoltan 33' Kesz Tibor 62' | (verslag) | 86' Soslan Kochiev | Dr. Fazil Kucukstadion, Gazimağusa Scheidsrechter: Timur Bodi |

|                   |              |     |          |                                                      |
| 7 juni 2017 16:30 | Noord-Cyprus | 0-0 | Abchazië | Zaferstadion, Güzelyurt Scheidsrechter: Murphy David |
| 7 juni 2017 16:30 | (verslag)    |     |          | Zaferstadion, Güzelyurt Scheidsrechter: Murphy David |

### Groep B
| Team            | Pts | Pld | W | D | L | GF | GA | GD |
| --------------- | --- | --- | - | - | - | -- | -- | -- |
| Padanië         | 7   | 3   | 2 | 1 | 0 | 4  | 1  | +3 |
| Szeklerland     | 4   | 3   | 1 | 1 | 1 | 5  | 4  | +1 |
| Man (eiland)    | 3   | 3   | 1 | 0 | 2 | 3  | 5  | -2 |
| Opper-Hongarije | 3   | 3   | 1 | 0 | 2 | 1  | 3  | -2 |

|                   |                 |           |              |                                                      |
| 5 juni 2017 14:30 | Padanië         | 1-0       | Man (eiland) | Zaferstadion, Güzelyurt Scheidsrechter: Malek Mehmet |
| 5 juni 2017 14:30 | Andrea Rota 70' | (verslag) |              | Zaferstadion, Güzelyurt Scheidsrechter: Malek Mehmet |

|                   |                    |           |             |                                                                 |
| 5 juni 2017 15:30 | Opper-Hongarije    | 1-0       | Szeklerland | Dr. Fazil Kucukstadion, Gazimağusa Scheidsrechter: Murphy David |
| 5 juni 2017 15:30 | Richard Krizan 55' | (verslag) |             | Dr. Fazil Kucukstadion, Gazimağusa Scheidsrechter: Murphy David |

|                   |                |           |                  |                                                                  |
| 6 juni 2017 14:00 | Padanië        | 1-1       | Szeklerland      | Dr. Fazil Kucukstadion, Gazimağusa Scheidsrechter: Dymtro Zhukov |
| 6 juni 2017 14:00 | Andrea Rota 8' | (verslag) | 81' Laszlo Szocs | Dr. Fazil Kucukstadion, Gazimağusa Scheidsrechter: Dymtro Zhukov |

|                   |                      |           |                 |                                                   |
| 6 juni 2017 16:30 | Man (eiland)         | 1-0       | Opper-Hongarije | Zaferstadion, Güzelyurt Scheidsrechter: Gök Hakan |
| 6 juni 2017 16:30 | Anatolii Semenov 52' | (verslag) |                 | Zaferstadion, Güzelyurt Scheidsrechter: Gök Hakan |

|                   |                                |           |                         |                                                     |
| 7 juni 2017 15:30 | Szeklerland                    | 4-2       | Man (eiland)            | Stadion 20 Temmuz, Girne Scheidsrechter: Dayi Fehim |
| 7 juni 2017 15:30 | Barna Bajko 13', 36', 69', 75' | (verslag) | 79', 86' Mcnulty Ciaran | Stadion 20 Temmuz, Girne Scheidsrechter: Dayi Fehim |

|                   |                                    |           |                 |                                                       |
| 7 juni 2017 17:00 | Padanië                            | 2-0       | Opper-Hongarije | Atatürkstadion, Lefkoşa Scheidsrechter: Dymtro Zhukov |
| 7 juni 2017 17:00 | Andrea Rota 62' Rosset William 90' | (verslag) |                 | Atatürkstadion, Lefkoşa Scheidsrechter: Dymtro Zhukov |

## Knock-outfase

### Wedstrijd voor 7e plaats
|                   |                       |           |              |                                                                 |
| 9 juni 2017 15:00 | Opper-Hongarije       | 2-0       | Zuid-Ossetië | Dr. Fazil Kucukstadion, Gazimağusa Scheidsrechter: Murphy David |
| 9 juni 2017 15:00 | Attila Molnar 7', 41' | (verslag) |              | Dr. Fazil Kucukstadion, Gazimağusa Scheidsrechter: Murphy David |

### Wedstrijd voor 5e plaats
|                   |                                                 |              |                                                       |                                                    |
| 9 juni 2017 16:00 | Man (eiland)                                    | 3-3 ns (5-4) | Karpato-Roethenië                                     | Zaferstadion, Güzelyurt Scheidsrechter: Dayi Fehim |
| 9 juni 2017 16:00 | Liam Cowin 23' Chris Cannell 61' Sean Doyle 83' | (verslag)    | 2' (e.d.) Marc Kelly 30' Norbert Fodor 61' Tibor Kész | Zaferstadion, Güzelyurt Scheidsrechter: Dayi Fehim |

### Halve finales
|                   |                                 |           |                  |                                                        |
| 9 juni 2017 16:00 | Noord-Cyprus                    | 2-1       | Szeklerland      | Stadion 20 Temmuz, Girne Scheidsrechter: Dymtro Zhukov |
| 9 juni 2017 16:00 | Serhan Onet 16' Halil Turan 83' | (verslag) | 49' Petru Silion | Stadion 20 Temmuz, Girne Scheidsrechter: Dymtro Zhukov |

|                   |           |              |          |                                                      |
| 9 juni 2017 17:30 | Padanië   | 0-0 ns (6-5) | Abchazië | Atatürkstadion, Lefkoşa Scheidsrechter: Malek Mehmet |
| 9 juni 2017 17:30 | (verslag) |              |          | Atatürkstadion, Lefkoşa Scheidsrechter: Malek Mehmet |

### Wedstrijd voor 3e plaats
|                    |                                                   |           |                   |                                                       |
| 10 juni 2015 17:00 | Szeklerland                                       | 3-1       | Abchazië          | Stadion 20 Temmuz, Girne Scheidsrechter: Malek Mehmet |
| 10 juni 2015 17:00 | Csuros Attila 9' Laszlo Szocs 24' Barna Bajko 36' | (verslag) | 3' Kortava Dmitry | Stadion 20 Temmuz, Girne Scheidsrechter: Malek Mehmet |

### Finale
|                    |                    |              |                 |                                                       |
| 10 juni 2017 18:30 | Padanië            | 1-1 ns (4-2) | Noord-Cyprus    | Atatürkstadion, Lefkoşa Scheidsrechter: Dymtro Zhukov |
| 10 juni 2017 18:30 | Ersid Pllumbaj 25' | (verslag)    | 52' Halil Turan | Atatürkstadion, Lefkoşa Scheidsrechter: Dymtro Zhukov |

| 2017 Europees kampioen |
| ---------------------- |
| PADANIË Tweede titel   |

## Topscorers
| 5 doelpunten Barna Bajko 3 doelpunten Andrea Rota Ertaç Taskiran Halil Turan 2 doelpunten Mustafa Yasinses Ibrahim Çidamli Anatolii Semenov Kortava Dmitry Mile Kisztian Kesz Tibor Mcnulty Ciaran Attila Molnar Laszlo Szocs |  | 1 doelpunt Ugur Gök Serhan Onet Rosset William Ersid Pllumbaj Shoniya Ruslan Alan Kadjaev Soslan Kochiev Chris Bass Jr Liam Cowin Chris Cannell Sean Doyle Szabo Roland Baksa Zoltan Ohar Roman Norbert Fodor Richard Krizan Petru Silion Csuros Attila Eigendoelpunt Marc Kelly |